# 穿山龍
穿山龍（学名：Neoalsomitra integrifolia）为葫蘆科棒锤瓜属下的一个种。其种加词“integrifolia”意为“全缘叶的”。